# 小行星6866
小行星6866（英語：6866 Kukai）是一颗围绕太阳公转的小行星。1992年2月12日，大友哲在藤枝市发现了此天体。
这颗小行星的绝对星等为163.4579388777874等。